# Landsverk L-62 Anti II
Der Landsverk L-62 war ein Flakpanzer aus den 1940er-Jahren.

## Geschichte
Der Landsverk L-62 Anti II, auch Landsverk Anti-II oder Luftvärnskanonvagn L-62 Anti II, war eine schwedische Panzer-Entwicklung aus den Jahren 1940 bis 1942. Er wurde aus dem Landsverk L-60 (siehe auch 38M Toldi) entwickelt. Dabei wurde die Wanne verlängert und die 40-mm-Bofors-Luftabwehrkanone 40 ItK/38 in einen oben offenen Drehturm als Bewaffnung eingebaut. Finnland kaufte 1942 sechs dieser Panzer, die im Mai desselben Jahres der Panzerbrigade zugeteilt wurden. Die Finnen setzten die Panzer bis 1966 ein.
Der Panzer wurde nach Ungarn exportiert und dort zum 40M Nimrod weiterentwickelt. Auf Basis der erworbenen Lizenzrechte wurden ab 1940 bei MÁVAG 135 Panzer des Typs Nimrod gebaut.

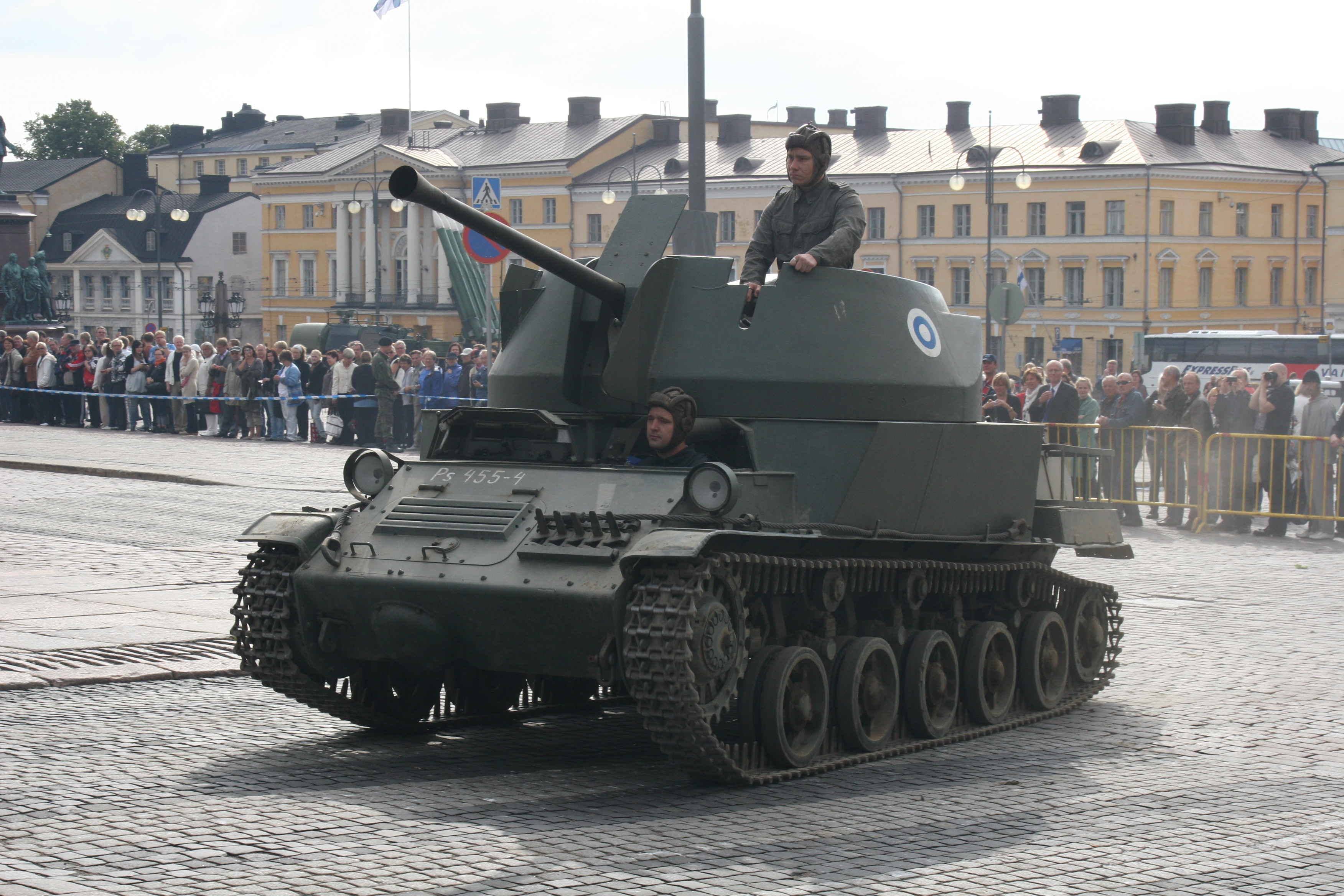
Landsverk 62 ANTI II in Helsinki

## Einsätze
Während der Kämpfe im Sommer 1944 schossen die Finnen mit diesen sechs Panzern elf sowjetische Flugzeuge ab und verhinderten so Angriffe auf die Panzerbrigade.